# LeRoy Abrams
LeRoy Abrams (* 1. Oktober 1874 in Sheffield, Iowa; † 15. August 1956 in Palo Alto) war ein US-amerikanischer Botaniker und wissenschaftlicher Autor. Sein offizielles botanisches Autorenkürzel lautet „Abrams“.
Abrams lehrte Botanik an der Stanford University und schrieb und illustrierte die vierbändige Illustrated Flora of the Pacific States, wobei der letzte Band posthum veröffentlicht wurde. Der International Plant Name Index (IPNI) führt eine Liste von 315 Pflanzen an, die von Abrams beschrieben wurden.
1930 wurde Abrams in die American Academy of Arts and Sciences gewählt.
Abrams zu Ehren wurde die Gattung Abramsia Gillespie aus der Familie der Rötegewächse (Rubiaceae) benannt.

## Werke (Auswahl)
- Additions to the Flora of Los Angeles County I. (1902)
- Additions to the Flora of Los Angeles County II. (1903)
- Flora of Los Angeles and Vicinity. (1904) (hathitrust.org)
- Studies on the Flora of Southern California. (1905) (hathitrust.org)
- Phytogeography of Trees and Shrubs of Southern California. (1908)
- The Gymnosperms Growing On the Grounds of Leland Stanford Jr. University. (1913) (PDF)
- Cypress Trees in Southern California. (1914)
- The Floral Features of California. (1915)
- Illustrated Flora of the Pacific States 1. Stanford University Press 1923. (archive.org)
- Illustrated Flora of the Pacific States 2. Stanford University Press 1944. (archive.org)
- Illustrated Flora of the Pacific States 3. Stanford University Press 1951. (archive.org)
- Illustrated Flora of the Pacific States 4. Stanford University Press 1960.